# Diagrapta
Diagrapta é um gênero de traça pertencente à família Arctiidae.